# コラブリノ
座標: 北緯53度55分 東経40度01分 / 北緯53.917度 東経40.017度

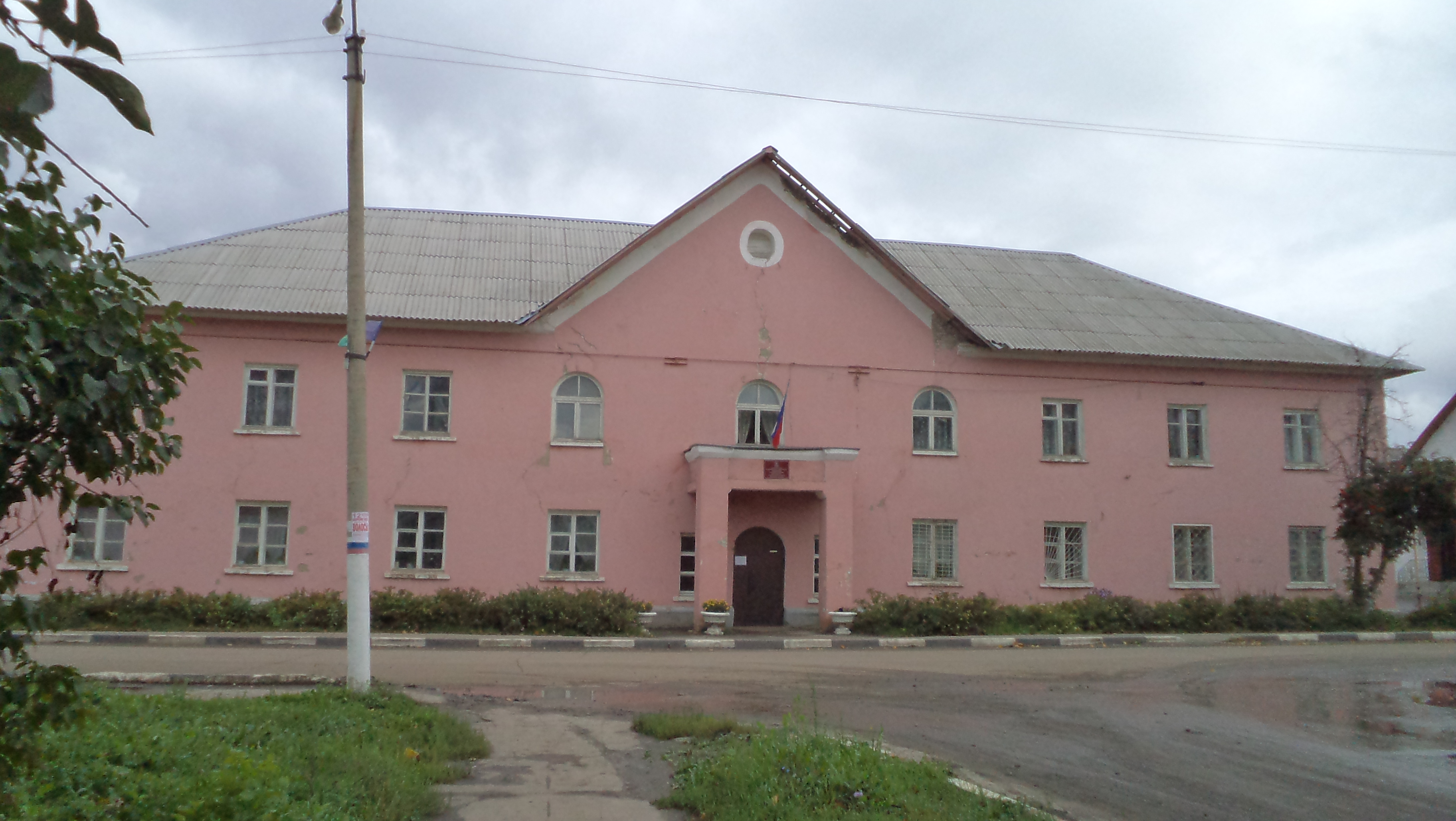

コラブリノ（コラーブリノ、ロシア語: Кора́блино; Korablino）は、ロシア連邦のリャザン州にある町。人口は1万334人（2021年）。州都リャザンから南へ89キロメートル。オカ＝ドン平原の北部、オカ川の支流プロニャ川の流域に位置する。

## 歴史
コラブリノの名は、1676年の記録に村として初出している。一説によれば、コラブリノという地名は船を意味する「コラブリ」に由来しており、もともとこの周囲にある樫の森はドン川流域の船造りに利用されてきたからとされる。また別の説によれば、コラブリノという地名はこの地の所有者であった貴族（ボヤーレ）のコロビインに由来しており、当初はコラビイノという地名であったが18世紀末になり現在のコラブリノという形になったとされる。
1866年にリャザン＝コズロフ（現在のミチュリンスク）間の鉄道が開通すると、コラブリノはリャザン県の主要な穀物集散地、交易地として発展した。
1950年代になると絹製品の工場が建設された。加えて、モスクワ褐炭地帯の東縁に位置することから、コラブリノでは褐炭の炭田が多く開かれたが、利益が上がらないことから閉鎖されていった。
市の地位を得たのは1965年のことであった。

## 文化
コラブリノには19世紀に建てられた生神女庇護聖堂（ポクロフスカヤ聖堂）があるほか、地方史博物館などもある。
コラブリノ地区には19世紀半ばに開設されたイェルリンスキー樹木学公園があり、150以上の樹種を育てている。

## 経済・交通
コラブリノには絹製品工場（コルテックス）があるほか、建設業、食品産業などの工場が建つ。
1871年に開通したモスクワ＝リャザン＝ヴォロネジ＝タンボフ＝サラトフ間の鉄道も通る。モスクワからの距離は287km。
道路は地方道R127が通り、リャザン＝ダンコフ＝イェフレーモフを結ぶR126や、モスクワ＝タンボフ＝ヴォルゴグラード＝アストラハンを結ぶM6幹線道路（西のスコピンやリャジスクを通る）につながっている。